# Morgan Taylor Campbell
Pour les articles homonymes, voir Campbell.
Morgan Taylor Campbell est une actrice canadienne née le 9 avril 1995 à Fort McMurray (Canada).

## Biographie
Elle est née et a grandi à Fort McMurray en Alberta. 

## Filmographie

### Cinéma
- 2013 : The Next Step : Sara Floyd
- 2015 : No Men Beyond This Point (en) : Dahlia Granger
- 2016 : The Orchard : Olive Cunningham
- 2016 : Sadie's Last Days on Earth (en) : Sadie Mitchell
- 2017 : Forsaken : Missy
- 2017 : Gregoire (en) : Misha
- 2019 : William : Judy

### Télévision

#### Séries télévisées
- 2013 : Mr. Young (saison 3, épisode 4) : Patsy Pickles
- 2013 : The Killing (saison 3, épisode 3) : Lacey
- 2013-2014 : Spooksville (11 épisodes) : Ann Templeton
- 2014 : Supernatural (saison 10, épisode 8) : Starr
- 2015 : Les 100 (saison 2, épisodes 13 & 15) : Caris
- 2016 : Dead of Summer : Un été maudit (saison 1, épisode 1 & 9) : Margot Tate
- 2017 : iZombie (saison 3, épisode 9) : Zoe
- 2018 : New York, unité spéciale (saison 19, épisode 18) : Sandy 'Sky' Ksenivch
- 2019 : Charmed (saison 1, épisode 15) : Medusa
- 2020 : Interrogation (saison 1, épisode 2 & 3) : Kimberly Decker
- 2021 : Zoey et son incroyable playlist (saison 2, épisodes 2, 3 & 4) : McKenzie
- 2022 : The Imperfects : Tilda
- 2024 : Tracker : licia Jones (saison 2, épisode 8)

#### Téléfilms
- 2013 : Scandale au pensionnat (Restless Virgins) : fille à la fête #1
- 2014 : Sea of Fire : Jane McAllister
- 2015 : L'emprise du gourou (Ungodly Acts) : Sarah
- 2016 : Amour à la carte (Appetite for Love) : Zoe
- 2016 : La rédemption de ma fille (Pretty Little Addict) : Zoe Smith
- 2017 : Disparitions sur le campus (Campus Caller) : Bobby
- 2019 : Lycéenne parfaite pour crime parfait (Death of a Cheerleader) : Nina Miller
- 2019 : Ma fille, star des réseaux sociaux... (Deadly Influencer) de Curtis Crawford : Skylar Madison